# Erotókritos
Erotókritos (en grec : Ερωτόκριτος) est une épopée romantique composée par le poète crétois Vicénzos Kornáros au début du XVIIe siècle. Elle est inspirée du roman en prose du XVe siècle, intitulé Paris et Vienne. Le poème raconte les amours de deux jeunes gens, le héros Erotokritos (qui dans l'œuvre apparaît comme Rotokritos ou Rokritos) et Aretoussa ou Arétuse (en grec : Αρετούσα / Aretoúsa), la fille de son roi qu'il ne peut épouser qu'après de nombreuses aventures. Les thèmes connexes sont l'honneur, l'amitié, le rang social et le courage. Le poème est écrit dans la langue crétoise selon le rythme traditionnel des distiques crétois qu'on appelle mantinades (en). Il compte 10 012 vers de quinze syllabes, et comporte à la fois un aspect sentimental et lyrique, des éléments épiques qui font référence aux luttes des Grecs et des Turcs, et des éléments du folklore comme la magie et les mythes.
Erotókritos, ainsi qu’Érophile de Georges Chortatzis en 1637, constituent des classiques de la Renaissance littéraire grecque. Des extraits d’Érotókritos sont restés vivants dans la chanson populaire grecque, et au témoignage de Georges Séféris, le poème était vendu par des colporteurs sous forme de médiocres brochures diffusées parmi les petites gens du peuple, en Grèce, dans les îles, et en Asie mineure ; beaucoup en connaissaient par cœur des passages entiers. Les noms de certains lieux comme la grotte d'Arétuse à Munichie font, encore de nos jours, référence aux personnages de l'œuvre.

## Intrigue
L'action se passe dans l'antique Athènes. Elle se déroule dans une cité hors du temps : parallèlement aux références à la Grèce antique, on retrouve des anachronismes et de nombreux éléments du monde occidental, comme les tournois de chevalerie. L’intrigue se divise en cinq parties :
I. Le roi d’Athènes, Héraklis et sa femme conçurent, après de nombreuses années de mariage, une fille, Aretoussa. Quelques années plus tard, le fils du conseiller du roi, Erotokritos, tombe éperdument amoureux de la princesse. Ne pouvant lui dévoiler son amour, il chante sous sa fenêtre tous les soirs. Petit à petit, la jeune fille tombe amoureuse de ce mystérieux chanteur. Héraklis, lorsqu’il apprend qu’un chanteur rode sous la fenêtre de sa fille tous les soirs, envoie sa garde le mettre aux arrêts. Erotokritos et son ami tuent deux des soldats du roi et en blessent huit autres. Comprenant que son amour est impossible Erotokritos tente d’oublier Aretoussa en voyageant en Chalcide. Le père de Rokritos tombe malade et Aretoussa, le visitant, trouve, par hasard, dans la chambre de Rotokritos, un portrait et les poèmes que lui chantait son admirateur tous les soirs. Quand celui-ci rentre à Athènes, il se rend compte que son dessin et ses poèmes ont disparu. Il apprend que, seule, Aretoussa était venue dans sa chambre. Maintenant qu’il se sait démasqué, il n’ose plus se montrer au palais : le danger est trop grand. Il demeure donc chez lui et dépérit de ne plus voir Aretoussa. Apprenant que Rotokritos est malade, la princesse lui fait parvenir une pomme, dévoilant ainsi ses sentiments.
II. Le roi organise un tournoi de chevalerie pour distraire sa fille. De nombreux princes, venus de toute la Grèce, prennent part au tournoi mais c’est Erotokritos qui l'emporte.
III. Les amoureux commencent à se rencontrer secrètement à la fenêtre d’Aretoussa. La jeune fille persuade Erotokritos de la demander à son père. Le roi, bien entendu, s’y refuse catégoriquement. Exaspéré par la demande du jeune homme, il décide de l’exiler. Parallèlement, une ambassade venue de Byzance demande au roi de donner Aretoussa en mariage à leur prince. Immédiatement, la jeune fille part se fiancer secrètement avec Erotokritos, avant que celui-ci ne quitte la ville.
IV. Malgré l'insistance de son père, Aretoussa refuse la demande du prince de Byzance. Afin de la punir, Héraklis l’emprisonne avec sa nourrice. Après trois ans, alors que les Valaques assiègent Athènes, Erotokritos, grimé afin qu'on ne le reconnaisse plus, fait son retour. Formidable guerrier, il terrasse tous les ennemis qu’il rencontre. Dans le but de départager les deux camps, le roi de Valachie propose un duel entre le champion valaque et le champion athénien. Erotokritos, qui a masqué son identité et qui se fait appeler Kritidis, se propose de défendre les intérêts d’Athènes. Après un combat épique, il triomphe mais est très gravement blessé.
V. Le roi reconnaissant propose à l’étranger blessé d’en faire son héritier. Erotokritos ne veut qu’une chose : épouser Aretoussa, toujours emprisonnée dans le cachot. La princesse, à nouveau, refuse toute union. Erotokritos, se rendant compte qu’Aretoussa lui est restée fidèle toutes ces années, utilise un philtre magique qui lui redonne son apparence. Le roi accepte le mariage et se réconcilie avec Erotokritos et son père. Le jeune homme accède au trône d’Athènes.

## Traductions françaises
- Erotócritos (traduction en prose de Denis Kohler), Éditions Zoé, 2006  (ISBN 2881825532).
- Erotókritos (traduction en vers de Robert Davreu), José Corti, 2007  (ISBN 2714309348)[3].